# Hilke Brockmann
Hilke Brockmann (* 24. März 1965 in Nienburg/Weser) ist Professorin für Soziologie an der Constructor University. Ihr Schwerpunkt ist die Glücksforschung.

## Biografie
Von 1984 bis 1986 hat Brockmann an der Universität Bielefeld das Studium der Psychologie und Soziologie aufgenommen und studierte an der Universität Hamburg Soziologie, Psychologie, Öffentliches Recht und Politikwissenschaft. Sie schloss das Studium mit einer Arbeit zur Selbstdarstellung der Bundeswehr ab. 1997 promovierte sie an der Philipps-Universität Marburg bei Hartmut Lüdtke zu den Lebensstilen älterer Menschen. Von 1998 bis 2002 war sie Postdoktorandin am Max-Planck-Institut für demografische Forschung im Labor zur Langlebigkeitsforschung von James Vaupel. Danach wurde sie Juniorprofessorin an der Graduiertenschule für Sozialwissenschaften der Universität Bremen und wechselte als Professorin für Soziologie 2006 an die Jacobs University Bremen, die 2023 in Constructor University umbenannt wurde.
Anette Eva Fasang war eine Doktorandin von Brockmann. Brockmann ist mit dem Politikwissenschaftler Philipp Genschel verheiratet und hat zwei Töchter.

## Forschungsschwerpunkte
Als Glücksforscherin untersucht Brockmann die demographischen, ökonomischen, sozialen und politischen Rahmenbedingungen für zufriedene Menschen. Ein weiteres Forschungsfeld ist soziale Ungleichheitsforschung, bei der sie sich vor allem für die Ideologie der (Reichtums)Elite und für die sozialen und politischen Folgen von konzentriertem Wohlstand interessiert. Da Reichtum nur schwer mit konventionellen Messmethoden erfassbar ist, bedient sie sich hierbei neuen Data Science Methoden. Ihre Forschung zielt zudem auf die empirisch fundierte Klärung gesellschaftlich relevanter Fragen:
- Wie erfinden sich Organisationen neu, deren Zweck abhandenkommt?
- Warum kehren sich Geschlechterpräferenzen um?
- Warum ist der Tod von Hochaltrigen soviel günstiger als der jüngerer Sterbender?
- Warum sind Menschen in der Mitte des Lebens depressiv?
- Warum sind Frauen in Führungsetagen soviel unglücklicher als Männer?
- Was denkt die Tech-Elite?

Hilke Brockmann hat sich mit Frauenquoten und der Unterrepräsentation von Müttern in der Politik und im Berufsleben auseinandergesetzt. Nach einem von ihr durchgeführten Vergleich von Legislaturperioden vor und nach der Einführung von Frauenquoten in politischen Parteien seien Frauen mittlerweile zwar insgesamt stärker vertreten, Mütter blieben dabei aber weiterhin unterrepräsentiert. In der CDU/CSU und der FDP sei der Anteil der Mütter an den Parlamentariern im Vergleichszeitraum sogar gesunken.
Brockmann ist eine der Herausgeberinnen der Encyclopedia for Happiness, Quality of Life and Subjective Well-Being.
Hilke Brockmann ist Mitglied von Bündnis 90/Die Grünen und engagiert sich dort vor allem in der Wissenschaftspolitik. Sie publiziert regelmäßig unter der Rubrik Gastwirtschaft Kommentare zur gesellschaftlichen Lage in der Frankfurter Rundschau.

## Publikationen (Auswahl)
- 2024. Encyclopedia of Happiness, Quality of Life and Subjective Wellbeing. Edward Elgar Publishing Cheltenham (edited with R. Fernandez-Urbano) ISBN 978-1-80088-966-8.
- 2021. Why are newcomers happy? Subjective well-being of first generation immigrants in Germany. Frontiers of Human Dynamics: doi.org/10.3389/fhumd.2021.688487.
- 2021. Excess Profits, Taxpayer-subsidized philanthropy, and the Coronavirus crisis: Charitable giving of the tech elite in response to the pandemic. Sociologica 15(2), 95–116. doi.org/10.6092/issn.1971–8853/12435 (with J. Torpey, B. Hendricks).
- 2021. A class for itself? On the worldviews of the new tech elite. Plos ONE doi.org/10.1371/journal.pone.0244071 (with W. Drews, J. Torpey).
- 2019. Trajectories of insecurity. Young adult’s employment entry, health, and wellbeing. Journal of Vocational Behavior 115/103308. (with K. Klug, S.Drobnic).
- 2018. Why managerial women are less happy than managerial men. Journal of Happiness Studies 19/3: 755–779. (with A.M. Koch, A. Diederich, C. Edling).
- 2016. Happy taxation: Increasing tax compliance through positive rewards? Journal of Public Policy 36/3: 381–406. (with L. Seelkopf, P. Genschel).
- 2012. Frauen und Mütter im Deutschen Bundestag. Eine explorative Längsschnittstudie. Zeitschrift für Parlamentsfragen 4: 727–738.
- 2010. Why are middle-aged people so depressed? Evidence from West-Germany. Social Indicator Research 97: 23–42.
- 2009. Time to retire - time to die? A prospective cohort 2 study on the effects of early retirement on long-term survival. Social Sciences &Medicine 69: 160–164. (with R. Müller, U. Helmert).
- 2009. The China puzzle. Falling happiness in a rising economy. Journal of Happiness Studies 10: 387–405. (with J. Delhey, C. Welzel).
- 2004. Love and death in Germany: The marital biography and its impact on mortality. Journal of Marriage & the Family 66/3: 567–581. (with T. Klein).
- 2002. Why is less money spent on health care for the elderly than for the rest of the population? Health care rationing in German hospitals. Social Science & Medicine 55/4: 593–608.
- 2002. Familienbiographie und Mortalität in Ost- und Westdeutschland. Zeitschrift für Gerontologie und Geriatrie 35/5: 430–440. (with T. Klein).
- 2001. Girls preferred? Changing patterns of gender preferences in the two German states. European Sociological Review 17/2: 189–202.
- 2000. Old-age mortality in Germany prior and after reunification. Demographic Research 3/1. (with A. Gjonca, H. Maier).
- 1998. Die Lebensorganisation älterer Menschen. Eine Trendanalyse. Springer.
- 1994. Das wiederbewaffnete Militär. Soziale Welt 45/3: 279–303.